# Donald Leslie
Donald Leslie (Donald James Leslie oder Don Leslie; * 13. April 1911 in Danville, Illinois; † 2. September 2004 in Altadena, Kalifornien) entwickelte und produzierte den nach ihm benannten Leslie-Lautsprecher, einen Rotationslautsprecher, der den Klang der Hammondorgel erweiterte und in der Popularmusik etablierte. 
Leslie experimentierte schon früh mit zusätzlichen Geräten und Lautsprechern, um den nahezu sinusförmigen Klang der Hammondorgel zu verbessern. Er verfügte über Erfahrungen als Elektroniker, die er in früheren Jobs sammeln konnte. Unter anderem arbeitete er in einer Reparaturwerkstatt für Radios und im Naval Research Laboratory in Washington, D.C. während des Zweiten Weltkriegs. 
Als Leslie dem Orgelhersteller Hammond 1940 seinen handgefertigten Orgellautsprecher vorstellte, wies die Firma ihn zurück. Daraufhin entschied sich Leslie, die Lautsprecher in seiner eigenen Firma Electro Music, Pasadena selbst zu fertigen. Der Leslie-Lautsprecher erlebte seinen kommerziellen Durchbruch durch die Verwendung in der Pop- und Rockmusik der 1960er und 1970er. Erst in den  1980er Jahren wurden Leslies Produkte offiziell von Hammond unterstützt. Heute baut die Nachfolgefirma Hammond Suzuki USA selbst Rotor-Lautsprecher mit dem Markennamen Leslie.
Leslie wurde 2003 in die Hall of Fame der American Music Conference aufgenommen.